# Найдивніші люди у світі (книга)
«Найдивніші люди світу: як Захід став психологічно своєрідним і особливо процвітаючим» — це книга 2020 року професора Гарвардського університету Джозефа Генріха, метою якої є пояснення історії та психологічних відмінностей за допомогою підходів культурної еволюції та еволюційної психології. У книзі Генріх досліджує, як інституції та психологія спільно впливають одне на одного з часом. Зокрема, він стверджує, що серія указів католицької церкви про шлюб, що розпочалися в IV столітті, підірвала основи суспільства, заснованого на родинних зв'язках, і створила більш аналітичне, індивідуалістичне мислення, поширене в західних суспільствах.

## Огляд
Перша частина, «Еволюція суспільств та психологій», описує ДИВНІ (WEIRD) (W — Western — західні, E — Educated — освічені, I –Industrialized — індустріалізовані, R — Rich — багаті та D — Democratic — демократичні) групи населення «в загальних рисах», за словами рецензента Поліни Грожан. Генріх обговорює дослідження Річарда Нісбетта, яке припускає, що люди в ДИВНИХ культурах мислять редуктивно, зосереджуючись на особистих якостях та намірах, тоді як азіати мислять цілісно, зосереджуючись на стосунках та ситуаціях. Люди, які не належать до Заходу, наголошуватимуть на сімейних зв'язках та відданості. Генріх також наводить велику кількість доказів того, що ДИВНІ люди більше довіряють незнайомцям і частіше здають кров, ніж більшість людей. Західні люди, за словами рецензента Джудіт Шулевіц, «більше ідентифікують себе як членів добровільних соціальних груп — стоматологів, художників, республіканців, демократів, прихильників Партії зелених — ніж як розширених кланів».
Друга частина книги, «Походження ДИВНИХ людей», пропонує порівняльний політичний огляд того, як суспільства використовували релігію для масштабування від сімей до держав. Більш конкретно, автор спирається на низку якісних та кількісних доказів, щоб стверджувати, що релігійні переконання, безособові ринки, урбанізація та конкуренція між добровільними об'єднаннями, такими як гільдії, чартерні міста, університети та релігійні ордени, змінили психологію та соціальне життя людей. Унікально те, що автор обговорює, як сучасні інституції формують психологію, і розміщує ці процеси в описі минулого.
Третій розділ, «Нові інституції, нові психології», розповідає про те, як Католицька церква та її відгалуження, протестантизм, сформували ранні інституції та психологію, прокладаючи шлях (на думку автора) для сучасних інституцій. Хоча в описах сучасної історії часто стверджується, що протестантська Реформація створила індивідуалізм та віру у верховенство права, Генріх стверджує, що укази Церкви, які він називає «Програмою шлюбу та сім'ї» (ПШС), зменшили клановість, зробивши західних європейців більш аналітичними та індивідуалістичними, що призвело до появи різних проміжних інституцій та довіри до абстрактних правил; таким чином, як стверджує Генріх у четвертому розділі «Народження сучасного світу», Програма шлюбу та сім'ї відкрила двері для Реформації, а протестантизм був просто «підсилювальним уколом» (за словами автора) для процесу, який Католицька церква розпочала.
Генріха у своїй книзі описували як такого, хто підтримує «макрокультурний релятивізм».

## Прийняття
У журналі «The Week» книгу було оголошено «твором вражаючих амбіцій… Генріх докладає великих зусиль, щоб підтвердити [свої аргументи] величезною різноманітністю „точок даних“ та статистики». Ендрю Вілсон з «The Gospel Coalition» назвав книгу «широкомасштабною, поліматичною, нелогічною та провокаційною. У багатьох місцях виглядає так, ніби Генріх втискає факти у свою теорію… але він влучає набагато більше, ніж пропускає… проблиски недовіри, які ви відчуваєте, з лишком компенсуються широтою та зухвалістю оповіді». Вілсон порівняв її з роботою Н. Т. Райта. Вілсон також обговорював книгу Філіпа Дженкінса «Плодючість і віра» (яка висуває іншу аргументацію) і описав її як «більш сфокусовану», ніж «Найдивніші люди світу».
У Kirkus Reviews його було схвально оцінено як «захопливу, енергійно аргументовану роботу, яка глибоко досліджує спосіб мислення „ДИВНИХ людей“».
Гілтон Рут, професор державної політики в Університеті Джорджа Мейсона, сказав, що, незважаючи на «стрибок з п'ятого століття до Високого Середньовіччя… книга робить значний внесок у вивчення того, що робить Захід унікальним, і стане віхою в соціальній науці початку двадцять першого століття». Він також стверджує, що застосування Генріхом соціальних наук для розкриття універсальних законів соціальної науки було методологічно оригінальним і що існують вагомі докази обмеження спорідненості в розвитку сучасності, але зазначає, що читач не дізнається про більш загальний контекст європейського суспільства, наводячи як приклад те, що Генріхи лише побіжно зазначили, що правила шлюбу не поширюються на еліту. Вони також стверджують, що відстеження психології західного суспільства до заборони церкви на весілля двоюрідних братів і сестер «саме по собі ДИВНЕ».
Джудіт Шулевіц з журналу The Atlantic поставилася до твердження, що ДИВНІ та неДИВНІ люди мають протилежні когнітивні стилі, заявивши, що відмінності в особистому досвіді суб'єктів можуть бути причиною відмінностей у відповідях на завдання «Тріада». Вона також сказала, що «байдужість автора до індивідуальних та інституційних намірів гарантовано зведе істориків з розуму». Однак, Шулевіц стверджувала: «Підхід до загальної картини перевершує панівні парадигми у вивченні європейської історії… Генріх пропонує містку нову перспективу, яка може полегшити необхідну роботу з визначення того, що є непоправним, а що безцінним в унікальній, вражаючій та надзвичайно проблематичній спадщині західного панування».
Рецензент журналу The Economist заявив, що вони не повністю переконані в тези Генріха про те, що Римсько-католицька церква започаткувала більш гнучке суспільство, стверджуючи, що, швидше за все, «середньовічна церква вела переговори з соціальною реальністю, яка швидко розвивалася з появою міст, а не формувала її». Рецензент також розкритикував дихотомію між суспільствами західного типу та суспільствами, що базуються на інтенсивних родинних зв'язках, зазначивши, що одна сім'я може містити цілий ряд ролей та поглядів.
Полін Грожан, професорка Школи економіки Університету Нового Південного Уельсу, зазначила в журналі Science, що вік шлюбу змінювався з часом, і що в колоніях США та Австралії (місцях з багатими землями) спостерігалося різке зниження віку шлюбу серед мігруючих європейців 19 століття; вона назвала це доказом проти припущення Генріха про те, що заборони Церкви на шлюб пояснюють схильність європейців до пізнього шлюбу, хоча і США, і Австралія мали антикатолицизм, оскільки обидві країни були більш протестантськими за своїм формуванням. Крім того, вона сказала, що Генріх не звертає уваги на «роль, яку держави могли відігравати як конкуренти та регулятори Церкви».
Філософ Деніел Деннетт високо оцінив книгу «Найдивніші люди світу» як «цікаво написану, чудово організовану та ретельно аргументовану книгу… Один з перших уроків, який потрібно засвоїти з цієї важливої книги, полягає в тому, що ДИВНИЙ (WEIRD) розум реальний;… ми повинні перестати вважати, що наші способи життя „універсальні“». Однак Деннетт стверджував, що «чому отці церкви так наполегливо запроваджували ці заборони проти опору протягом століть, це все ще залишається загадкою… Ця книга закликає до шанобливої, але безжальної перевірки».
Разіб Хан писав, що «захоплива розповідь Генріха сповнена акуратних фактів та проникливих теорій. Послідовність збігів та кореляцій в історії, психології та антропології робить її захопливою для читання». Хан сказав, що автор «наводить вагомі аргументи на користь того, що багатопрофільна партійна політика християнської церкви була причиною трансформації західноєвропейського суспільства в середньовічний період… Але друга половина книги, можливо, набагато більш тенденційна, оскільки автор намагається відповісти на велику загадку істориків економіки — „велику дивергенцію“ між Заходом та рештою світу».
Ніколас Гайатт з газети The Guardian передбачав, що вчені вкажуть на нерівномірний вплив «програми шлюбу та сім'ї» церкви в часі та просторі; на те, що протестантська церква більше сприймала шлюби між двоюрідними братами та сестрами, ніж її католицький суперник; та на зростання кількості шлюбів між двоюрідними братами та сестрами в багатьох європейських суспільствах у XVII та XVIII століттях. Гайатт також сказав, що книга недостатньо обговорює недоліки Заходу, надмірно стереотипно ставиться до неДИВНИХ суспільств, бракує розуміння феномену неєвропейців, які є носіями ідей та практик; та наголошує на «нібито дискретній природі культури та перевагах „дивного“ мислення» майже до підтримки соціального дарвінізму. Генріх сказав, що книга має на меті заповнити порожнечу, яку часто використовують прихильники верховенства білої раси (відсутність у публічному дискурсі наукових пояснень глобального різноманіття), глибоким «поясненням цих закономірностей та того, наскільки неточними є ті, хто стверджує про генетику чи „вищі“ культури».
Журналіст Коулман Хьюз також посилався на книгу Генріха, критикуючи гередитаризм та обговорюючи вплив культури на психологію.